# 北住吉駅

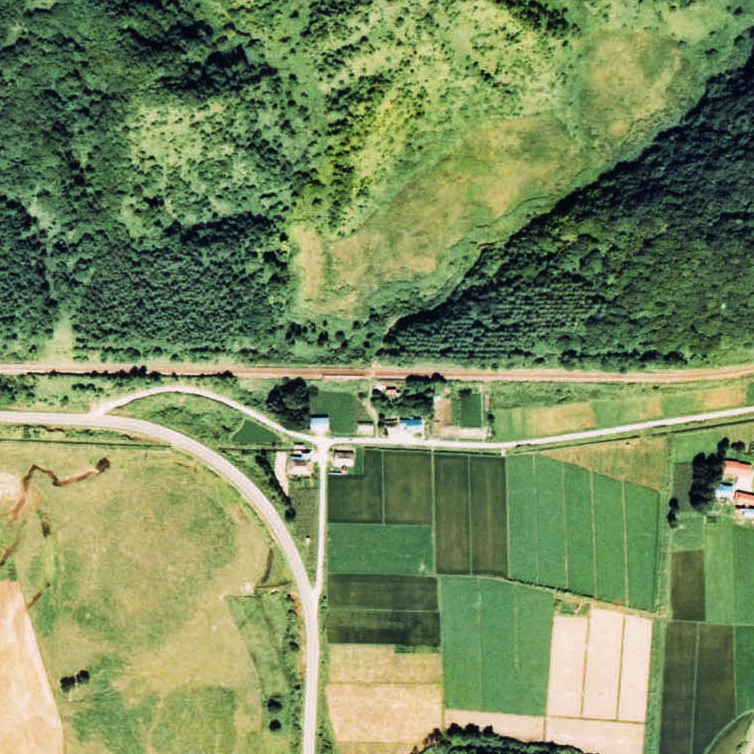
1976年の北住吉駅と周囲約750m範囲。左が瀬棚方面。

北住吉駅（きたすみよしえき）は、北海道瀬棚郡今金町字住吉にかつて設置されていた、日本国有鉄道（国鉄）瀬棚線の駅（廃駅）である。事務管理コードは▲141604。

## 歴史
- 1956年（昭和31年）12月25日 - 国有鉄道瀬棚線（花石駅 - 種川駅間） に、無人駅として開業[2][3]。旅客のみ取り扱い。
- 1987年（昭和62年）3月16日 - 瀬棚線の全線廃止に伴い、廃駅となる[3]。

### 駅名の由来
所在地「住吉」の集落の北にあることから。

## 駅構造
廃止時点で、単式ホーム1面1線を有する地上駅であった。ホームは、線路の南側（瀬棚方面に向かって左手側）に存在した。周囲より高い位置にあり、後ろ側に鉄柵が設けられていた。
開業時からの無人駅であった。駅舎は存在せず、ホーム出入口の東側に待合室を有していた。

## 利用状況
- 1981年度の1日当たりの乗降客数は16人[4]。

## 駅周辺
- 国道230号（国縫道路）
- メップ鉱山 - 駅から東に約4km[4]。
- 後志利別川

## 駅跡
2010年（平成22年）時点では、駅跡周辺の線路跡が路盤として残存している。2011年（平成23年）時点では、鉄道関連の遺構は何もない。

## 隣の駅
日本国有鉄道
瀬棚線
花石駅 -　北住吉駅 - 種川駅